# Исковских, Василий Алексеевич
Василий Алексеевич Исковских (2 мая 1939 (по документам: 1 июля 1939), с. Рождественка Оренбургской области — 4 января 2009, Москва) — советский российский учёный-математик, ведущий научный сотрудник Математического института им. В. А. Стеклова РАН, член-корреспондент РАН (с 29 мая 2008 года), доктор физико-математических наук, профессор, специалист в области алгебраической геометрии, бирациональной геометрии, проблемы рациональности.

## Вехи биографии
- В 1958 году поступил в Ташкентский университет.
- В 1963 году был переведен на механико-математический факультет МГУ, который окончил в 1964 году.
- В 1967 году окончил аспирантуру отделения математики МГУ.
- В 1968 году защитил диссертацию на соискание степени кандидата, в 1980 году — доктора физико-математических наук.
- С 1977 по 1990 год работал на кафедре высшей алгебры МГУ в должности с. н. с, а с 1987 в. н. с.
- С 1992 года — профессор МИАН.

Похоронен в Москве на Котляковском кладбище.

## Награды
- Лауреат премии Мин. Вуза (1980)
- Лауреат премии им. Маркова РАН (2000)

## Основные публикации
- В. А. Исковских, «Трехмерные многообразия Фано. I, II», Изв. АН СССР. Сер. матем., 41:3 (1977), 516—562 ; 42:3 (1978), 506—549
- В. А. Исковских, Ю. И. Манин, «Трехмерные квартики и контрпример к проблеме Люрота», Матем. сб., 86(128):1(9) (1971), 140—166
- В. А. Исковских, «Факторизация бирациональных отображений рациональных поверхностей с точки зрения теории Мори», УМН, 51:4 (1996), 3-72
- В. А. Исковских, «Бирациональная жесткость гиперповерхностей Фано в рамках теории Мори», УМН, 56:2 (2001), 3-86